# اخلاق رسانه‌ای
اخلاق رسانه‌ای بهترین بخش اخلاق کاربردی است که با اصول و معیارهای اخلاقی خاص رسانه‌ها، از جمله رسانه‌های پخش، فیلم، تئاتر، هنر، رسانه‌های چاپی و اینترنت سروکار دارد. این امر رشته موضوعات متنوع و بسیار بحث‌برانگیزی را شامل می‌شود، از روزنامه‌نگاری جنگ گرفته تا کمپین‌های تبلیغاتی بنتون.
اخلاق رسانه‌ای از ارزشهایی مانند احترام جهانی به زندگی و حاکمیت قانون و مطابقت با قانون، حمایت و دفاع می‌کند. اخلاق رسانه‌ای سوالات اخلاقی راجع به چگونگی استفاده رسانه‌ها از متن‌ها و تصاویر تهیه شده توسط شهروندان را تعریف و با آنها سروکار دارد.
ادبیات مربوط به روش‌هایی که به‌طور خاص اینترنت بر اخلاق رسانه‌ای در روزنامه‌نگاری آنلاین تأثیر می‌گذارد کم است، بنابراین ایده کد جهانی اخلاق رسانه‌ای را پیچیده می‌کند.

## تاریخ اخلاق رسانه‌ها
تحقیقات و نشریات در زمینه اطلاعات اخلاقی به دهه ۱۹۸۰ بر می‌گردد. آمار و ارقام قابل توجه به حساب می‌آید و رابرت هاپتمن (که کار خود را به‌طور خاص در سانسور، حفظ حریم خصوصی، با تمرکز دسترسی به اطلاعات، تعادل در توسعه مجموعه، کپی رایت، استفاده منصفانه و کدهای اخلاق)، رافائل کاپورو، Barbara J. Kostrewski و چارلز اوپنهایم (که مقاله " اخلاق در علم اطلاعات"، بحث در مورد مواردی مانند محرمانه بودن اطلاعات، سوگیری در اطلاعات ارائه شده به مشتریان یا مصرف‌کنندگان، کیفیت داده‌های ارائه شده توسط فروشندگان آنلاین و غیره نوشت).
در دهه ۱۹۹۰، به‌کارگیری اصطلاح «اخلاق اطلاعات» توسط بخشهای مختلف علوم کامپیوتر و اطلاعات در ایالات متحده آغاز شد.
در اواخر ۱۹۹۰، کتاب‌های درسی از جمله اصول اخلاق و اطلاعات کامپیوتر از ریچارد سورسون، اخلاق اطلاعات و کامپیوتر از مارشا کوک وودبری و اخلاق کامپیوتر دبورا جی. جانسون منتشر شد.

## حوزه‌های اخلاق رسانه ای
اخلاق رسانه ای: مباحث اصول و ارزشهای اخلاقی که در رفتار، نقشها و * محتوای رسانه‌های جمعی اعمال می‌شود، به ویژه اخلاق و معیارهای روزنامه‌نگاری و اخلاق بازاریابی. همچنین رشته تحصیلی مربوط به این موضوع است. در رابطه با پوشش خبری شامل مواردی مانند بی‌طرفی، عینیت، تعادل، سوگیری، حریم خصوصی و منافع عمومی است. به‌طور کلی، این همچنین شامل کلیشه‌ها، سلیقه و نجابت، فحاشی، آزادی بیان، شیوه‌های تبلیغاتی مانند قرار دادن محصول و موارد حقوقی مانند افترا است. در سطح نهادی شامل بحث در مورد مالکیت و کنترل رسانه‌ها، تجاری سازی، پاسخگویی، ارتباط رسانه‌ها با سیستم سیاسی، مسائل ناشی از مقررات (به عنوان مثال سانسور) و مقررات زدایی است.

### اخلاق روزنامه‌نگاری

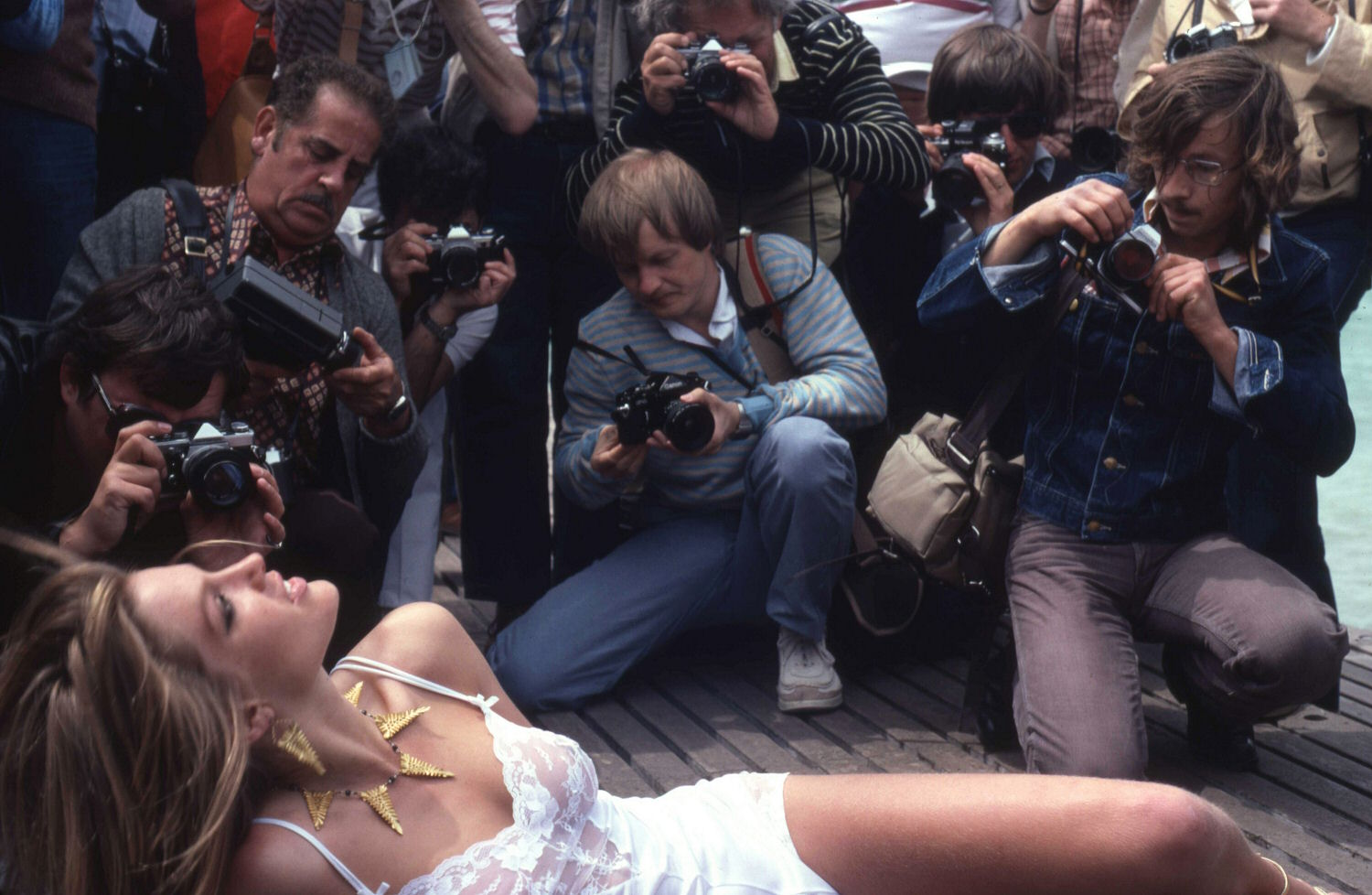
عکاسان در جشنواره فیلم کن در اطراف یک ستاره بزرگ جمع می‌شوند.

اخلاق روزنامه‌نگاری یکی از شاخه‌های کاملاً مشخص اخلاق رسانه‌ای است، اساساً به این دلیل که به‌طور مکرر در مدارس روزنامه‌نگاری تدریس می‌شود. اخلاق روزنامه‌نگاری تمایل به تسلط بر اخلاق رسانه ای دارد، گاهی اوقات تقریباً به استثنای سایر حوزه‌ها است. موضوعات تحت پوشش اخلاق روزنامه‌نگاری عبارتند از:
- دستکاری اخبار: اخبار می‌توانند دستکاری کنند و دستکاری شوند. دولت‌ها و شرکت‌ها ممکن است تلاش کنند رسانه‌های خبری را دستکاری کنند. دولت‌ها، به عنوان مثال، با سانسور، و شرکت‌ها با مالکیت سهام. روش‌های دستکاری بسیار ظریف و بسیاری است. دستکاری ممکن است داوطلبانه یا غیرارادی باشد. آنهایی که دستکاری می‌شوند ممکن است از این موضوع آگاهی نداشته باشند. رجوع شود به: تبلیغات خبری.
- حقیقت: حقیقت ممکن است با بسیاری از ارزشهای دیگر در تعارض باشد.
  - منافع عمومی افشای اسرار نظامی و سایر اطلاعات حساس دولت ممکن است مغایر منافع عمومی باشد، حتی اگر درست باشد. با این حال، منافع عمومی اصطلاحی نیست که تعریف آن آسان باشد.
  - حریم خصوصی: جزئیات آگاهانه از زندگی شخصیتهای عمومی عنصر اصلی محتوای بسیاری از رسانه‌ها است. صرفاً به دلیل درست بودن اطلاعات ، انتشار آن توجیه پذیر نیست. حریم خصوصی همچنین یک حق است، و در تعارض با آزادی بیان است. رجوع شود به: پاپاراتزی.
  - فانتزی: فانتزی عنصری از سرگرمی است که هدف قانونی محتوای رسانه ای است. روزنامه‌نگاری ممکن است خیال و حقیقت را با معضلات اخلاقی ناشی از آن مخلوط کند. رجوع کنید به: National Enquirer، رسوایی جیسون بلر، عکس‌های جنجال عدنان حج.
  - چشیدن: عکاسان خبری که جنگ و بلایا را پوشش می‌دهند با موقعیت‌هایی روبرو می‌شوند که ممکن است حساسیت مخاطبان آنها را شوکه کند. به عنوان مثال، بقایای انسان به ندرت غربال می‌شود. مسئله اخلاقی این است که تا کجا باید حساسیت‌های مخاطب را به خطر انداخت تا گزارش درست و کامل و منطبق بر واقعیت را ارائه دهد. به عکاسی خبری مراجعه کنید.
- درگیری با قانون: اخلاق روزنامه‌نگاری ممکن است در مورد موضوعاتی مانند حفاظت از منابع خبری محرمانه با قانون در تعارض باشد. همچنین این سؤال وجود دارد که تخطی از قانون برای دستیابی به اخبار تا چه حد قابل قبول است. به عنوان مثال، گزارشگران مخفی ممکن است جذاب در فریب، تجاوز و مشابه شبه جرم و جنایت باشند. به روزنامه‌نگاری مخفی، روزنامه‌نگاری تحقیقی مراجعه کنید.

### روزنامه‌نگاری آنلاین
اینترنت ، موضوعات مختلف اخلاقی و معنوی را برای روزنامه نگاران آنلاین و روزنامه نگاران با استفاده از منابع آنلاین شکل داده و دوباره تعریف کرده‌است.
در حالی که برخی از روزنامه نگاران همچنان به اصول اخلاقی روزنامه‌نگاری سنتی پایبند هستند، بسیاری از روزنامه نگاران بر این باورند که با عدم وجود کد اخلاقی مورد توافق متقابل که به‌طور خاص مربوط به اخلاق در اینترنت باشد، و کمبود ادبیات مربوط به روش‌های تأثیرگذاری اینترنت بر اخلاق رسانه ای در روزنامه‌نگاری آنلاین، فضای آنلاین تهدیدهای جدیدی را برای این حرفه ایجاد می‌کند.
برخی از موضوعات اصلی اخلاق رسانه ای در روزنامه‌نگاری آنلاین شامل فشارهای تجاری، صحت و اعتبار (که شامل مباحث مربوط به هایپر لینک‌ها)، تأیید حقایق، مقررات، حریم خصوصی و روش‌های جمع‌آوری اخبار است.

### اخلاق رسانه‌های سرگرمی
مباحث اخلاقی رسانه‌های سرگرمی عبارتند از:
- به تصویر کشیدن خشونت و جنسیت، و وجود زبان قوی. دستورالعمل‌ها و قوانین اخلاقی در این زمینه معمول است و بسیاری از رسانه‌ها (به عنوان مثال فیلم، بازی‌های رایانه ای) تحت سیستم‌های رتبه‌بندی و نظارت توسط آژانس‌ها هستند. راهنمای گسترده‌ای برای سیستم‌های بین‌المللی اجرای قانون را می‌توان در سیستم رتبه‌بندی تصاویر متحرک مشاهده کرد.
- «کرک یا» اخبار افراد مشهور: طی این سالها، رسانه‌های چاپی در حال از بین رفتن هستند، بنابراین روزنامه نگاران شروع به گزارش‌گیری در مورد آنچه که به عنوان «اخبار مشهور» یا «کرک» نامیده می‌شود، می‌کنند. هرچه رسانه‌های بیشتری این موضوع را برای گزارش‌گیری اتخاذ می‌کنند، افراد به آنها وابسته می‌شوند. به گفته آلدن ویت، اکثر مردم می‌دانند به دلیل اختلاف اخلاقی کاملاً به این مراکز اعتماد ندارند، اما این مسئله زمانی به‌وجود می‌آید که افرادی که از نظر رشد و تحصیلات کامل نیستند، این گزارش‌ها را کاملاً درست می‌دانند.[۱۰] [POV؟]
- قرار دادن محصول تاکتیک بازاریابی که به‌طور فزاینده ای رایج است، قرار دادن محصولات در رسانه‌های سرگرمی است. ممکن است مبالغ زیادی برای تولید محصولات مارک دار به تولیدکنندگان این نوع رسانه‌ها پرداخت شود. این عمل بحث‌برانگیز است و تا حد زیادی بی نظم است. مقاله مفصل: قرار دادن محصول.
- تبلیغات: در حال حاضر در روزنامه‌نگاری مدرن جذابیت و اقناع یافت می‌شود. مشخص شده‌است که این روش‌های تبلیغاتی ممکن است دیدگاه مخاطب را نسبت به آنچه اطلاعات واقع بینانه و جعلی است تغییر دهد.
- کلیشه‌ها رسانه‌های سرگرمی و تبلیغاتی هم از کلیشه‌ها استفاده زیادی می‌کنند. کلیشه‌ها ممکن است بر درک افراد از خود تأثیر منفی بگذارند یا رفتارهای نامطلوب اجتماعی را ارتقا دهند. تصویرهای کلیشه ای از مردان، ثروتمندان و گروه‌های قومی نمونه‌هایی از زمینه‌های اصلی بحث هستند
  -     - زنان در رسانه‌ها: رسانه‌های سرگرمی غالباً با عینی سازی و انسان زدایی از بدن زنان سوءاستفاده می‌کنند. با این کار، مفهوم خرید و فروش بدن زنان رایج می‌شود.
    - رسانه‌ها معمولاً از تصاویر یا تصویر سازی بدن زنان برای مقابله با اخبار منفی که در طول روز ارائه می‌شود استفاده می‌کنند.
- طعم و تابوها. رسانه‌های سرگرمی غالباً از ارزشهای ما برای اهداف هنری و سرگرمی سؤال می‌کنند. اخلاق هنجاری غالباً در مورد ارزشهای اخلاقی است و اینکه چه نوعهایی باید اجرا و محافظت شوند در اخلاق رسانه ای، این دو طرف با یکدیگر در تعارض هستند. در زمینه هنر، رسانه‌ها ممکن است عمداً سعی کنند هنجارهای موجود را نقض کنند و مخاطب را شوکه کنند. وقتی هنجارهای کنار گذاشته شده با برخی از ارزشهای اخلاقی یا تعهدات مرتبط باشند، این مشکلات اخلاقی ایجاد می‌کند. میزان قابل قبول بودن این مسئله همیشه محل بحث و جدل اخلاقی است. رجوع شود به: جایزه ترنر، فحاشی، آزادی بیان، زیبایی‌شناسی.

### رسانه و دموکراسی
در کشورهای دموکراتیک، رابطه ویژه ای بین رسانه و دولت وجود دارد. اگرچه آزادی رسانه ممکن است طبق قانون اساسی قید شود و دارای تعریف دقیق قانونی و اعمال قانون باشد، اما اعمال این آزادی توسط روزنامه نگاران منوط به انتخاب و اخلاق شخصی است. دولت مدرن دموکراتیک در نمایندگی صدها میلیون موجود زنده است. برای پاسخگویی نمایندگان و شفافیت روند دولت، باید راه‌های ارتباطی مؤثری برای رای‌دهندگان آنها وجود داشته باشد. امروزه این مسیرها در درجه اول از رسانه‌های جمعی تشکیل شده‌است، تا حدی که اگر آزادی مطبوعات از بین برود، بیشتر مسئولیت‌های سیاسی نیز از بین می‌رود. در این زمینه، اخلاق رسانه ای با مباحث حقوق مدنی و سیاست ادغام می‌شود. مسائل عبارتند از:
- براندازی استقلال رسانه توسط منافع مالی.[۱۱]
- نظارت دولت بر رسانه‌ها برای جمع‌آوری اطلاعات علیه مردم خود. برای مثال، به پایگاه داده تماس‌های NSA مراجعه کنید.

رجوع شود به: آزادی اطلاعات، حق شفافیت رسانه‌ها به اطلاعات.

### صداقت رسانه
یکپارچگی رسانه به توانایی یک رسانه در خدمت به منافع عمومی و روند دموکراتیک اشاره دارد، و آن را در برابر فساد نهادی در سیستم رسانه، اقتصاد نفوذ، وابستگی متضاد و مشتری مداری سیاسی مقاوم می‌سازد. یکپارچگی رسانه شامل ویژگی‌های زیر در یک رسانه است:
- استقلال از منافع خصوصی یا سیاسی
- شفافیت در مورد منافع مالی خود
- تعهد به اخلاق و استانداردهای روزنامه‌نگاری
- پاسخگویی به شهروندان

این مفهوم به ویژه برای سیستم‌های رسانه ای در منطقه جنوب شرقی اروپا، در پروژه رصدخانه رسانه ای جنوب شرقی اروپا، سازمان‌هایی را جمع‌آوری کرد که بخشی از شبکه حرفه ای سازی رسانه‌های جنوب شرقی اروپا (SEENPM) هستند.

### اخلاق رسانه‌های دیجیتال
رسانه‌های خبری دیجیتال شامل روزنامه‌نگاری آنلاین، وبلاگ نویسی، فوتوژورنالیسم دیجیتال، روزنامه‌نگاری شهروندی و رسانه‌های اجتماعی هستند. این مقاله در مورد چگونگی تعامل روزنامه‌نگاری و استفاده از «رسانه‌های جدید» برای انتشار داستانهایی از جمله نحوه استفاده از متون و تصاویر ارائه شده توسط افراد دیگر صحبت می‌کند.

#### اخلاق تصاویر
به دلیل فناوری جدید تصویر، موارد اخلاقی جدیدی وجود دارد. اکنون شهروندان می‌توانند از طریق راه‌های آسان‌تر و سریعتر مانند تلفن‌های هوشمند، عکس و فیلم بگیرند که به آنها امکان می‌دهد نه تنها اطلاعات را جمع‌آوری کنند بلکه آنها را ویرایش و دستکاری کنند.
این همگرایی سهولت در ضبط، سهولت انتقال و سهولت در دستکاری، اصول سنتی عکاسی خبری را که برای ضبط و انتقال تصاویر و فیلم غیر دیجیتالی تهیه شده‌است، زیر سال می‌برد.
موضوعات اصلی در مورد فناوری جدید تصویر این است که اتاق خبر نمی‌تواند به راحتی به تصاویر به دست آمده و همچنین محدودیت ویرایش تصویر اعتماد کند. تصمیم‌گیری در مورد مرز دستکاری تصویر مبهم و بسیار دشوار است.
روشن کردن اصول ساخت تصویر مسئولانه و اخلاق در مورد آن بسیار پیچیده و هنوز معضل است.

## تلاش برای تدوین کد اخلاقی رسانه‌ای جهانی
طی دو دهه گذشته، بحثهای منطقه ای متعددی در اروپا، آمریکای لاتین، آفریقا و آسیا به منظور ایجاد یک کد اخلاقی جهانی برای جامعه اطلاعاتی صورت گرفته‌است.
یکی از موضوعات اصلی در تهیه یک کد جهانی برای اخلاق رسانه ای، دشواری یافتن نقطه مشترک بین اصول اخلاقی از یک فرهنگ به فرهنگ دیگر است. هدف از این اجلاس ایجاد بحث در مورد بعد اخلاقی جامعه اطلاعاتی جهانی بود. کنگره‌های اطلاعات اخلاقی یونسکو سپس در سال ۱۹۹۸ و ۲۰۰۰ برگزار شد، جایی که متخصصانی از طیف گسترده‌ای از محیط‌های آموزشی، علمی و فرهنگی به ابعاد اخلاقی رسانه‌ها و اطلاعات جهانی پرداختند.

### سمپوزیوم بین‌المللی اخلاق اطلاعات، کارلسوه، ۲۰۰۴
در سال ۲۰۰۴، ICIE یا مرکز بین‌المللی اخلاق اطلاعات، اولین سمپوزیوم بین‌المللی اخلاق اطلاعات را در کارلسروهه آلمان برگزار کرد. کارشناسان با زمینه‌های مختلف علمی مانند علوم کامپیوتر، علوم اطلاعات، مطالعات رسانه ای و اقتصاد، از سراسر جهان گرد هم آمده‌اند تا از دیدگاه اخلاقی و بین فرهنگی، دربارهٔ اینترنت بحث کنند.

## زمینه‌های اخلاق رسانه ای

### اخلاق رسانه ای و اقتصاد رسانه
اقتصاد رسانه در مواردی مانند - مقررات زدایی از رسانه‌ها، تمرکز مالکیت رسانه‌ها، مقررات FCC در ایالات متحده، اتحادیه‌های صنفی رسانه‌ها و مسائل کارگری و سایر نهادهای نظارتی در سراسر جهان، رسانه‌های شهروندی (FM کم قدرت، رادیو جامعه) - مفاهیم اخلاقی.

### اخلاق رسانه ای و مقامات دولتی
رسانه‌ها نحوه عملکرد مقامات دولتی را از طریق پیشرفت فناوری دستکاری کرده‌اند. پوشش مداوم تلویزیون مراحل قانونی را نشان می‌دهد. افشای سریعتر از هر زمان دیگر، احکام ناعادلانه در طول روند دولت. گفتن حقیقت در اخلاق رسانه ای بسیار مهم است زیرا هرگونه مخالفت با گفتن حقیقت ، فریب محسوب می‌شود. هر آنچه توسط رسانه اعم از چاپی یا ویدئویی نشان داده می‌شود اصل است. وقتی بیانیه ای در مقاله ای نوشته می‌شود یا ویدیویی از یک مقام عمومی نمایش داده می‌شود، این کلمات اصلی «صادقانه» خود مقام رسمی است.

### ابعاد بین فرهنگی اخلاق رسانه ای
اگر ارزش‌ها از نظر فرهنگی متفاوت باشند، این مسئله به وجود می‌آید که تا چه اندازه رفتار باید در پرتو ارزش فرهنگ‌های خاص اصلاح شود. دو نمونه اختلاف از حوزه اخلاق رسانه ای:
- خودسانسوری گوگل در چین.
- جنجال کاریکاتورهای جیلندز-پستن محمد در دانمارک و متعاقباً در سراسر جهان.

## فرا موضوعات در اخلاق رسانه ای
یک سؤال تئوریک در مورد اخلاق رسانه ای این است که اخلاق رسانه ای تا چه حد زیربخش موضوعی دیگری از اخلاق کاربردی است که فقط از نظر کاربردهای موردی متفاوت است و هیچ مسئله نظری مختص خود را مطرح نمی‌کند. قدیمی‌ترین زیر مجموعه‌های اخلاق کاربردی، اخلاق پزشکی و اخلاق تجاری هستند. آیا اخلاق رسانه ای غیر از موارد جالب چیز جدیدی برای اضافه کردن دارد؟

### شباهت‌های اخلاق رسانه ای با سایر زمینه‌های اخلاق کاربردی
حریم خصوصی و صداقت موضوعاتی است که به‌طور گسترده در ادبیات اخلاقی پزشکی مورد بحث قرار گرفته‌است، همانند اصل جلوگیری از آسیب. معاملات بین اهداف اقتصادی و ارزشهای اجتماعی به‌طور گسترده‌ای در اخلاق تجاری (و همچنین اخلاق پزشکی و زیست‌محیطی) پوشش داده شده‌است.

### تفاوت بین اخلاق رسانه ای و سایر زمینه‌های اخلاق کاربردی
مسائل مربوط به آزادی بیان و ارزشهای زیبایی شناختی (ذائقه) اصولاً در اخلاق رسانه ای وجود دارد. با این حال، تعدادی از موضوعات دیگر، اخلاق رسانه ای را به عنوان یک حوزه در نوع خود متمایز می‌کنند.
یک مسئله نظری که مختص اخلاق رسانه ای است، هویت مشاهده گر و مشاهده شده‌است. مطبوعات یکی از محافظان اصلی در یک جامعه دموکراتیک برای بسیاری از آزادی‌ها، حقوق و وظایف مورد بحث سایر حوزه‌های اخلاق کاربردی است. در اخلاق رسانه ای، تعهدات اخلاقی متولیان امر با شدت بیشتری در پیش زمینه قرار می‌گیرند. چه کسی از نگهبانان محافظت می‌کند؟ این سؤال در زمینه اخلاق حقوقی نیز مطرح می‌شود.
یک خود ارجاعی یا ویژگی دایره ای بیشتر در اخلاق رسانه ای، زیر سؤال بردن ارزش‌های خودش است. فراموزش‌ها می‌توانند با موضوع اخلاق رسانه ای یکسان شوند. این امر بیشتر مورد توجه قرار می‌گیرد که عناصر هنری در نظر گرفته شوند. تبلیغات بنتون و نامزدهای جایزه ترنر هر دو نمونه ای از کاربردهای رسانه ای اخلاقی هستند که سؤال کننده خودشان را زیر سؤال می‌برند.
ویژگی دیگر اخلاق رسانه ای متفاوت بودن اهداف آن است. معضلات اخلاقی هنگام تعارض اهداف پدیدار می‌شوند. اهداف استفاده از رسانه به شدت متفاوت است. استفاده از رسانه که به روشی نتیجه گرایانه بیان می‌شود، ممکن است تحت فشارهایی قرار گیرد تا حداکثر خود را به دست آورد: سود اقتصادی، ارزش سرگرمی، تأمین اطلاعات، حمایت از آزادی‌های دموکراتیک، توسعه هنر و فرهنگ، شهرت و غرور.

## بیشتر خواندن
- Hauptman, Robert (2002-04-11). Ethics and Librarianship (به انگلیسی). McFarland. ISBN 978-0-7864-8080-7.
- Capurro, Rafael. "Informationethos und Informationsethik (Information Ethos and Information Ethics)". Nachrichten für Dokumentation. 39 (1–4).
- Capurro; Britz, Rafael; Johannes B. (2010). "In Search of a Code of Global Information Ethics: The Road Travelled and New Horizons" (PDF). Ethical Space: The International Journal of Communication Ethics. 7 – via Academic Search Complete.{{cite journal}}:  نگهداری یادکرد:نام‌های متعدد:فهرست نویسندگان (link)
- Severson, Richard J. (1997-02-19). The Principles of Information Ethics (به انگلیسی). M.E. Sharpe. ISBN 978-0-7656-3346-0.
- Woodbury, Marsha Cook (2010). Computer and Information Ethics (به انگلیسی). Stipes Pub. ISBN 978-1-60904-002-4.

### کتاب‌ها
- Patterson, Philip; Wilkins, Lee (2013). Media Ethics: Issues and Cases, 8th edition. McGraw-Hill. ISBN 978-0-07-352624-9.

### مجلات علمی
- The Journal of Mass Media Ethics

### پرونده‌ها
- Louisiana State University, School of Mass Communication
- Indiana University, School of Journalism بایگانی‌شده  در ۱۸ سپتامبر ۲۰۰۷ توسط Wayback Machine
- The Poynter Institute